# Kim Song-Guk
Kim Song-Guk, född 11 april 1984 i Nordkorea, är en nordkoreansk boxare som tog OS-silver i fjäderviktsboxning 2004 i Aten. Fyra år senare deltog Song-Guk i OS-fjäderviktsboxningen i Peking, men förlorade tidigt mot Daouda Sow, som senare tog silver. 

## Meriter

### Olympiska meriter

#### Olympiska sommarspelen 2008
- Huvudartikel: Boxning vid olympiska sommarspelen 2008

| Tävlande     | Viktklass | Sextondelsfinal      | Åttondelsfinal       | Kvartsfinal          | Semifinal            | Final                |
| Tävlande     | Viktklass | Motståndare Resultat | Motståndare Resultat | Motståndare Resultat | Motståndare Resultat | Motståndare Resultat |
| ------------ | --------- | -------------------- | -------------------- | -------------------- | -------------------- | -------------------- |
| Kim Song-Guk | Lättvikt  | Sow (FRA) L 3-13     | Gick inte vidare     | Gick inte vidare     | Gick inte vidare     | Gick inte vidare     |